# Приданое
Прида́ное — имущество, выделяемое невесте её родителями, другими родственниками или иными людьми и находящееся в её собственности при вступлении в брак. Приданое было неотчуждаемым имуществом женщины. В прошлом размер приданого во многом определял число соискателей «руки» невесты. В наше время у большинства народов традиция давать невесте приданое претерпела некоторые изменения, но не исчезла совсем. Невеста, по разным причинам не имевшая приданого, получила название бесприданница. Сформировался также и определённый социальный тип охотников за приданым.

## История
В христианской культуре приданое объяснялось тем, что муж будет содержать жену. Со временем приданое стало играть роль имущественного привлечения потенциальных женихов. Особую заинтересованность в приданом обнаруживали родители жениха, к которым должна была переехать будущая жена их сына. В средние века, в связи с более ранним возрастом замужества (14—16 лет), в более или менее состоятельных семьях приданое начинали собирать буквально сразу после рождения девочки. Если она умирала (детская смертность была высокой), его передавали другим девочкам. Сбором приданого занималась в первую очередь мать девочки. Позднее к процессу сбора начинала привлекаться и сама невеста. В стандартный набор приданого входили предметы домашнего обихода, в первую очередь сделанные вручную перины, подушки, самотканные наволочки, простыни, одеяла, ковры, гардины, разнообразные наборы посуды, хрусталь, столовое серебро, а также драгоценности, золото и т. д. Подобное имущество обычно хранилось в одном или нескольких сундуках и шкатулках, которые представляли практическую и художественную ценность и которые также забирала с собой невеста. Позднее к ним стали добавляться значительные суммы денег и ценных бумаг (это особенно касалось дочерей банкиров и финансистов нового времени).

## Региональные особенности
В средние века, как и в новое время, сбор приданого имел свои особенности в зависимости от культуры каждой страны. В Греции вплоть до середины XX века у бесприданниц фактически не было шанса выйти замуж даже за совершенно разорившегося человека.
В Индии многие бедняки из-за неспособности или нежелания собирать приданое для девочки убивают многих новорожденных женского пола, что уже привело к развитию половой диспропорции в этой стране. Кроме того, в Индии распространены случаи вымогательства приданого свекровями: если невестка отказывается предоставить требуемое количество денег или ценностей, её морят голодом, избивают, а иногда и убивают. При этом с 1961 года в Индии официально запрещено требовать с невесты приданое, а в 1983 году был принят закон, согласно которому вымогательство приданого квалифицируется как тяжкое преступление.
В Российской империи юридический смысл приданого состоял в том, что оно представляло собой своеобразное «наследство авансом». Дочь, выходя замуж (то есть переходя в семью мужа и тем самым выбывая из семьи отца) и получая приданое, давала письменное обязательство «тем приданым быть довольной и отнюдь в недвижимое отца своего не входить» и, если только не оставалась единственной наследницей отцовского состояния, по смерти его отстранялась от наследования и уже не принимала участия в разделе наследства.